# Иоанн Сочавский
Иоа́нн Но́вый, Соча́вский (Иоанн Белгородский; † ок. 1330) — христианский святой в лике великомучеников, особо почитаемый Румынской и Русской Православными Церквами. Память совершается 2 (15) июня.
Сведения о жизни Иоанна скудны и известны лишь из его славянского жития. Он был греческим купцом из Трапезунда. Во время торговой поездки в Северное Причерноморье владелец корабля, на котором плыл Иоанн, оклеветал его перед градоначальником в «Белом городе» (Аккерман; ныне Белгород-Днестровский), сообщив, что Иоанн хочет отречься от христианства и обратиться к распространённой в тех местах вере «солнцепоклонников». Услышав это, градоначальник приказал Иоанну публично отречься от Христа. Когда в ответ Иоанн обличил солнцепоклонников, градоначальник приказал бить его до полусмерти палками, а затем бросить закованным в темницу. Наутро последовали новые уговоры с обещанием скорого исцеления ран умелыми врачами. После повторного отказа мученика избили еще более жестоко и привязали к хвосту коня, которого пустили по улицам города. Во время этого иудеи подвергли Иоанна поруганию, а один из них отрубил ему голову мечом. Тело страстотерпца оставили непогребенным. Ночью на этом месте чудесным образом явились многочисленные возженные лампады, некие световидные мужи совершали богослужение и каждение, а над телом святого встал огненный столп до небес. Один из иудеев, живший поблизости, решил, что к останкам святого пришли православные священнослужители с целью предать их земле. Вооружившись луком, он хотел выстрелить, но его руки приросли к оружию, от которого он смог освободиться только наутро, рассказав о случившемся. Напуганный этим известием градоначальник приказал местным православным похоронить тело мученика. Через несколько дней владелец корабля пытался завладеть останками святого и раскопал могилу. Однако мученик явился во сне пресвитеру местной церкви и сообщил ему, что его хотят украсть. Тот побежал к церкви и обнаружил раскопанную могилу. С помощью единоверцев ему удалось изгнать похитителей. Спасённые мощи были положены в алтаре храма, где они пребывали более 70 лет.
В 1402 году мощи Иоанна были перенесены из Белгорода в столицу Молдавского княжества Сучаву и положены в соборной церкви, в церемонии участвовали господарь Александр I Добрый и митрополит Иосиф. Иоанн Сочавский стал для Молдавского княжества национальным святым.
В конце XV века житие Иоанна Сочавского становится широко известно в Московской Руси. В его честь был наречён родившийся в 1633 году царевич Иван Михайлович — младший сын царя Михаила Фёдоровича Романова. По этому случаю была написана мерная икона святого, в его честь был освящён северный придел Верхоспасского собора при Теремном дворце Московского Кремля и придел в церкви Гребневской иконы Божией Матери в Белом городе.